# Локони Шіллера
«Локони Шіллера» (Шіллерлоккен, нім. Schillerlocken) — німецький делікатесний рибний продукт, очищені від шкіри копчені черевці катрана. При копченні риби тонкі шматочки риби довжиною близько 20 см скручуються в спіраль, а їх кінчики загинаються, нагадуючи формою романтичні кучері в зачісці Фрідріха Шиллера, широко відомої за його портретами без перуки. За цією ж аналогією «локонами Шіллера» по-німецьки називають трубочки з листкового тіста з кремом.  Делікатесні копчені спинки катранов називаються в Німеччині «морським вугром».
Ще кілька десятків років тому «локони Шиллера» входили в стандартний асортимент рибних лав на півночі Німеччини, їх часто сервірували в рибних булочках. Зараз «локони Шіллера» зустрічаються у продажу все рідше, оскільки внаслідок масштабного вилову популяції катрана скоротилися, перебувають під загрозою зникнення та внесені до Червоної книги Міжнародного союзу охорони природи. У Північному морі катрани вже зникли. Європейський союз заборонив вилов катранів у своїх водах, і катрана до Європи імпортують із США. М'ясо катрана містить метилртуть, яка може накопичуватися в людському організмі, завдаючи шкоди ниркам та нервовій системі, у зв'язку з чим ВООЗ не рекомендує споживати м'ясо акул, тунця та риби-меча вагітним жінкам, дітям та підліткам.